# 新建路街道 (新郑市)
新建路街道，是中华人民共和国河南省郑州市新郑市下辖的一个乡镇级行政单位。

## 行政区划

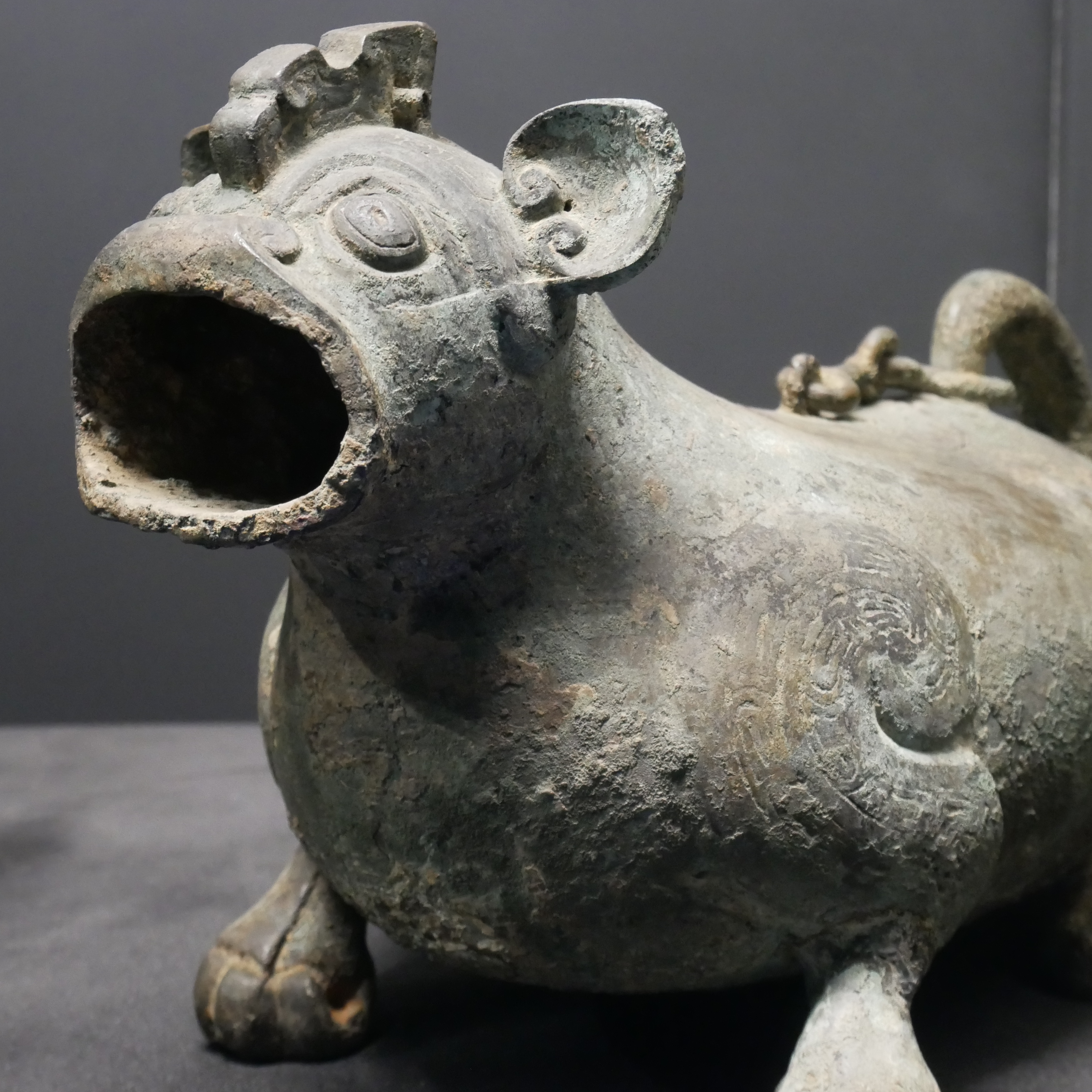
李家樓大墓出土鄭國虎形尊

新建路街道下辖以下地区：
北街社区、北关街社区、东关街社区、东街社区、南街社区和西街社区。